# Henk Bernard
Henk Bernard (Nijmegen, 17 september 1966) is een Nederlands volkszanger.

## Biografie
Bernard werd geboren in Nijmegen en groeide op en Oss en later in Heesch. Hij was van jongs af aan al een liefhebber van André Hazes. Toen hij zestien jaar was, kocht hij een soundmixer. Hij begon zijn levensliedrepertoire op feesten en partijen. Na mee te hebben gedaan met een karaokeavond op een camping in Spanje besloot hij de muziekwereld in te gaan.

## Carrière
Bernard bracht in 2007 zijn eerste single Wat is voor mij een dag uit. Hiermee stond hij op nummer 1 in de top 20. In 2009 verscheen zijn eerste album Geniet. Hij treedt geregeld op bij het Mega Piraten Festijn en Funpop. Verder is hij ook de beschermheer van voetbalclub VV SIOL. 

## Discografie

### Albums
| Album met eventuele hitnotering(en) in de Nederlandse Album Top 100 | Datum van verschijnen | Datum van binnenkomst | Hoogste positie | Aantal weken | Opmerkingen |
| ------------------------------------------------------------------- | --------------------- | --------------------- | --------------- | ------------ | ----------- |
| Geniet                                                              | 2009                  |                       |                 |              |             |
| Gewoon echt                                                         | 2011                  | 02-07-2011            | 12              | 10           |             |
| Met gevoel                                                          | 2013                  | 08-06-2013            | 8               | 12           |             |
| Puur liefde                                                         | 2014                  | 21-06-2014            | 6               | 13           |             |
| Liefde is leven                                                     | 2015                  | 11-07-2015            | 1               | 10           |             |
| Dicht bij mij                                                       | 2016                  | 23-07-2016            | 4               | 5            |             |
| Elke dag met jou                                                    | 2018                  | 01-12-2018            | 63              | 1            |             |

### Singles
| Single met eventuele hitnotering(en) in de Nederlandse Top 40 | Datum van verschijnen | Datum van binnenkomst | Hoogste positie | Aantal weken | Opmerkingen |
| ------------------------------------------------------------- | --------------------- | --------------------- | --------------- | ------------ | ----------- |
| Wat is voor mij een dag                                       | 2007                  |                       |                 |              |             |
| Lieve heer                                                    | 2009                  | 01-12-2009            |                 |              |             |
| Zonder zorgen eindeloos                                       | 2010                  | 21-10-2010            |                 |              |             |
| Het was zondag                                                | 2010                  | 25-11-2010            |                 |              |             |
| Tranen zijn niet alleen om te huilen                          | 2011                  | 23-06-2011            | 50              | 6            |             |
| Een ster zal schijnen over jou                                | 2011                  | 13-12-2011            | 43              | 5            |             |
| Jij voelt aan als goud                                        | 2012                  | 30-03-2012            | 58              | 5            |             |
| Dit gaat nooit voorbij                                        | 2013                  | 24-01-2013            | 21              | 8            |             |
| Met heel mijn hart                                            | 2013                  | 22-05-2013            | 15              | 8            |             |
| Hou me nog een keertje vast                                   | 2013                  | 29-08-2013            | 11              | 10           |             |
| Ja ik weet ik word wat ouder                                  | 2013                  | 19-12-2013            | 11              | 9            |             |
| Dan ga je maar                                                | 2014                  | 21-08-2014            | 39              | 8            |             |
| Als een vogel zo vrij                                         | 2014                  | 05-06-2014            | 68              | 7            |             |
| Een ❤ om van te houden                                        | 2015                  | 08-01-2015            | 71              | 7            |             |